# Вознесенская пустынь
Вознесенская пустынь (Пречистенский мужской монастырь явления Казанской иконы Пречистой Богородицы и московских чудотворцев Петра, Алексея, Ионы I; Вознесенский монастырь) — пустынь и впоследствии монастырь в Кесе-Табынской волости Ногайской дороги (современная территория села Курорта Гафурийского района), существовавший с 1580-х по 1663 годы на Воскресенской (Белой) горе. Один из первых монастырей в Уфимском уезде.
По преданиям, около Вознесенской пустыни явилась и обретена в первый раз Табынская икона Божией Матери, которая затем хранилась в церкви Вознесения Господня пустыни.

## История
В 1580‑е годы пустынь основана иноками Звенигородского Саввино-Сторожевского монастыря возле соляных ключей на реке Усолке в Кесе-Табынской волости Ногайской дороги. Строителем пустыни являлся поп Илларион. К тому времени, в этом месте уже находилась солеваренный завод и крепость «Соловарный острог», построенная отрядом уфимских казаков.
В 1586 году (либо весной 1587 года) пустынь подверглась нападениям калмыков и ногайцев, и сожжена. Возрождена позднее при царе Фёдоре Иоанновиче, после ревизии остатков старцем Ионом, строителем Евфимием и уцелевшим после нападения монахом Илларионом как Пречистенский мужской монастырь. В 1640-е годы монастырь вновь подвергся нападениям калмыков и ногайцев.
В начале 1650‑х годов пустынь, в качестве подворья, приписана к Уфимскому Успенскому мужскому монастырю. В 1663 году, в ходе башкирского восстания 1662—1664 годов, окончательно разрушена.

## Ансамбль
Деревянная церковь с колокольней, освящённая в честь Вознесения Господня.

## Владения
Царской грамотой царь Фёдор Иоаннович даровал строителю монастыря Евфимию и братии земли «из дикого поля по речке Чесноковке пятьдесят четвертей в поле… сенные покосы и угодья, да маленько по речке Усолке».
В 1597 году пустынь владела более 23,8 десятинами земли, мельницей на реке Усолке, местами для рыбной ловли на озёрах Аккуль и Куккуль, и соляными ключами; к концу 1640‑х годов — 41,3 десятинами.
В 1657 году царь Алексей Михайлович на имя иеромонаха Захария выдал подтвердительную жалованную грамоту.

## Численность
В пустыни насчитывалось более 20 монахов и послушников, которые занимались хлебопашеством и солеварением на реке Усолке.

### Настоятели
Иеромонахи Евфимий и Илларион — в конце XVI века, игумен Михаил — 1640‑е — начало 1650-х годов, Захарий — 1650-е годы. Известен также строитель Феодосий, проводивший ревизию монастыря в начале XVII века.